# Oryba
Oryba là một chi bướm đêm thuộc họ Sphingidae.

## Các loài
- Oryba achemenides - (Cramer 1779)
- Oryba kadeni - (Schaufuss 1870)

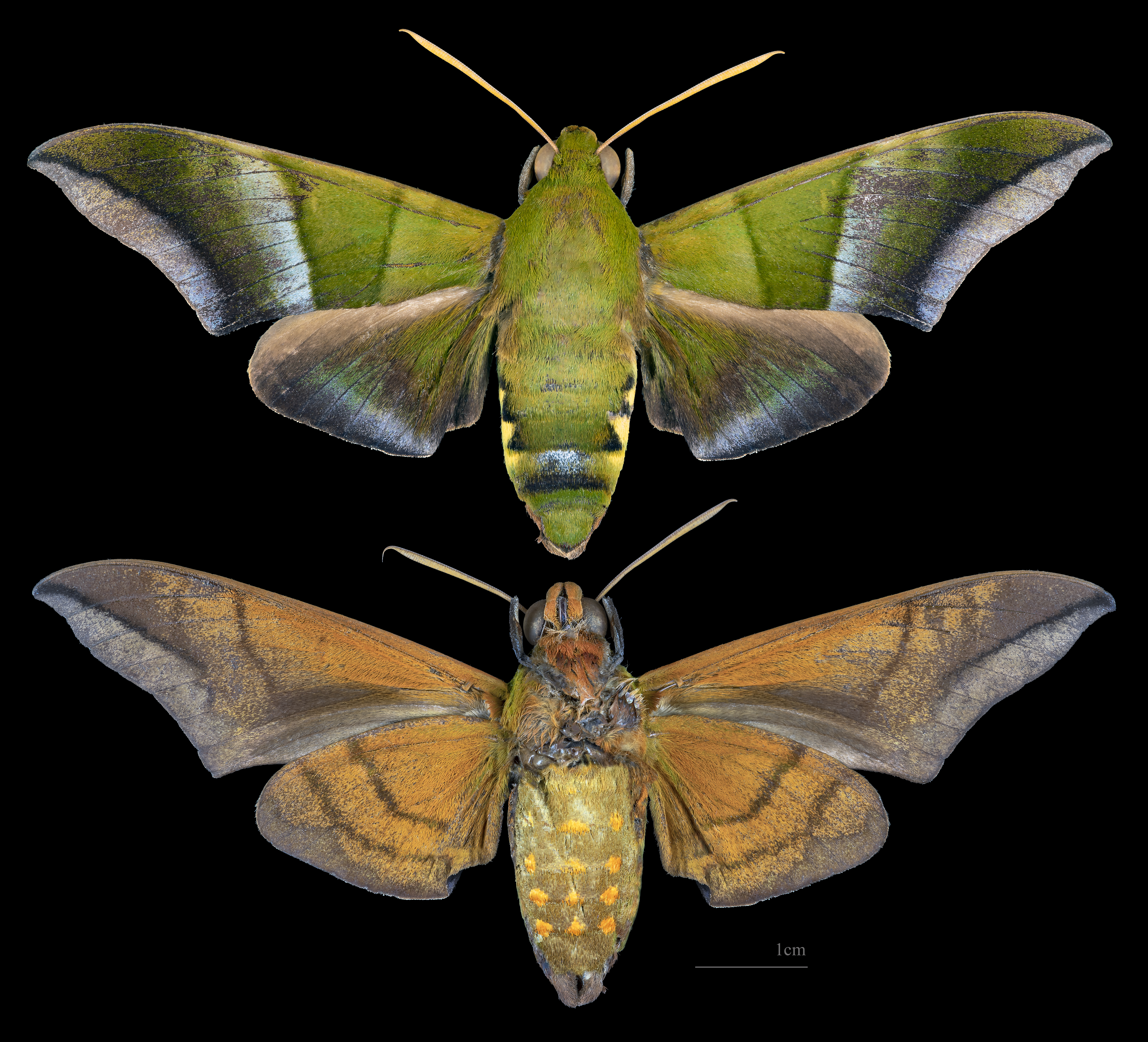
Oryba achemenides
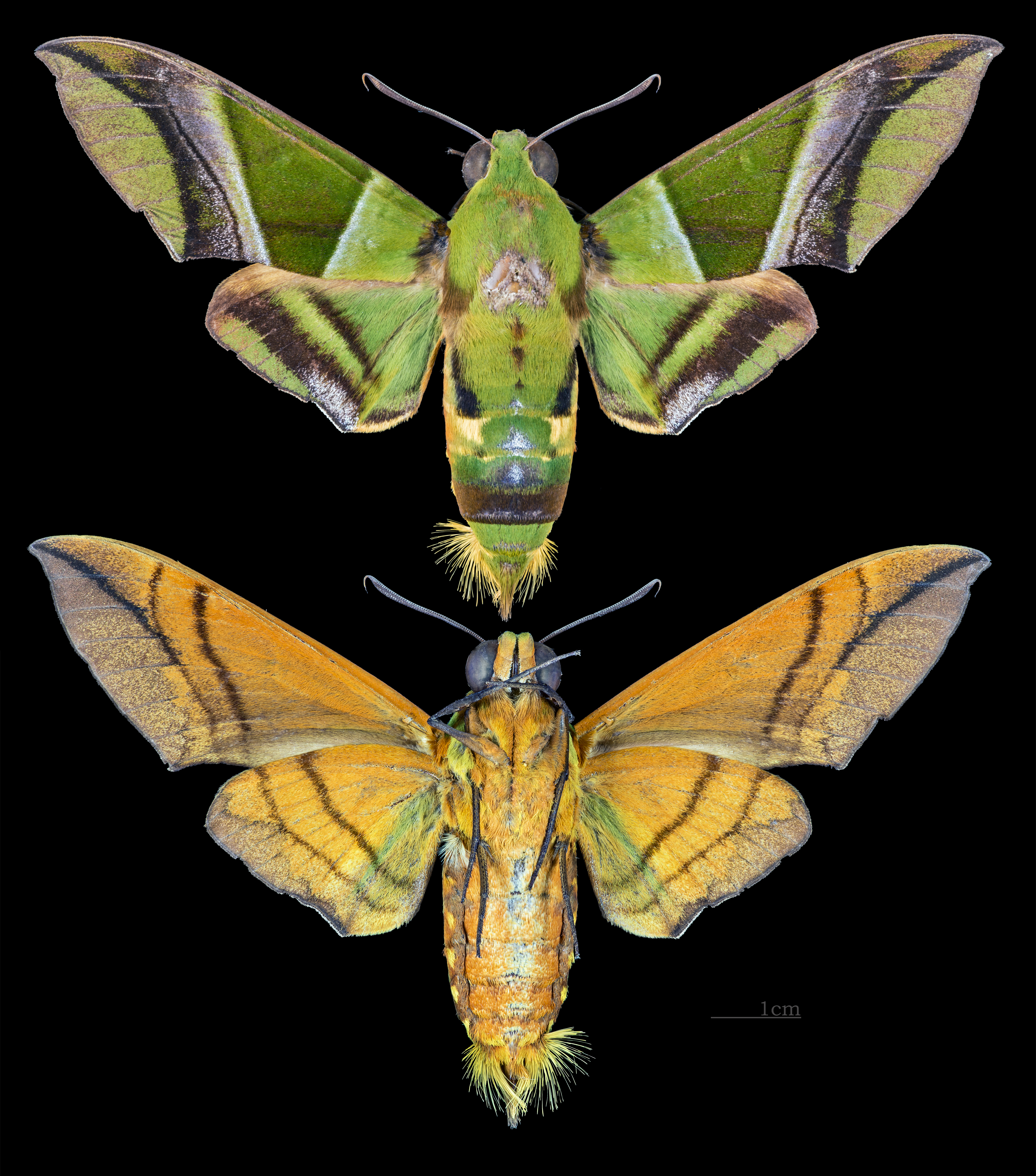
Oryba kadeni